# Julien Zidi
Pour les articles homonymes, voir Zidi.
Julien Zidi est un réalisateur français, né le 9 avril 1973 à Paris et mort le 9 mai 2021 en Espagne.
Julien Zidi est le fils de Claude Zidi, issu d'une fratrie de six enfants.

## Biographie
Suivant les traces de son père, Julien Zidi se lance à son tour dans le cinéma et fait ses armes aux côtés de son père comme assistant réalisateur au début des années 1990. Il commence sa carrière dans l'audiovisuel par un stage dans le film de son père Profil bas sorti en 1993.
Par la suite, Julien Zidi va collaborer avec son père sur plusieurs tournages (Astérix et Obélix contre César, Arlette, Ripoux 3…). Parallèlement, d'autres réalisateurs vont le solliciter et dans les années 2000, il devient premier assistant réalisateur (Antilles sur Seine, Bienvenue en Suisse, Il y a longtemps que je t'aime…).

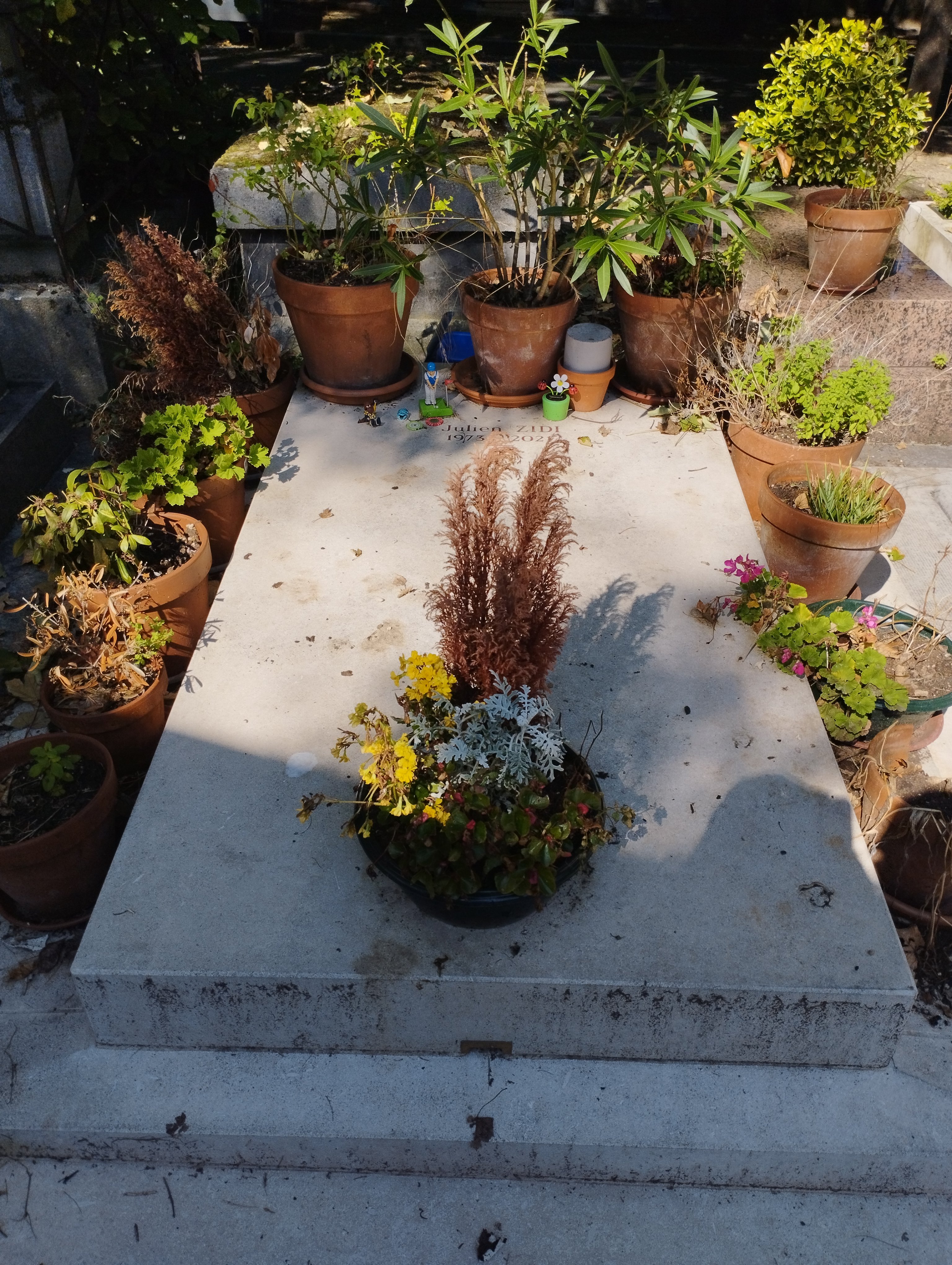
Tombe de Julien Zidi au cimetière de Montmartre (division 22).

Dans les années 2000 et les années 2010, il réalise de nombreux épisodes de séries (Alice Nevers : le juge est une femme, Chérif, On va s'aimer un peu, beaucoup..., RIS police scientifique, On va s'aimer un peu, beaucoup..., Section de recherches). 
En 2020, il réalise pour France 3 le téléfilm Le Canal des secrets avec Annelise Hesme et Aurélien Wiik.
En 2021, il co-réalise, avec July Hygreck, Face à face avec Claire Borotra, Constance Gay et Pascal Demolon
Julien Zidi meurt à l'âge de 48 ans le 9 mai 2021 en Espagne, d'un accident de moto. Il est inhumé au cimetière de Montmartre (division 22).